# شتينتسا مونيكيبال ديدمان باكاو
شتينتسا مونيكيبال ديدمان باكاو (بالرومانية: Știința Municipal Dedeman Bacău)‏ هو نادي كرة يد في رومانيا تأسس في سنة 1962. يلعب في الدوري الروماني لكرة اليد. تبلغ سعة ملعبه 2000 متفرجا.